# Gornji Ivanjci
Gornji Ivanjci so naselje v Občini Gornja Radgona.